# مقاطعة مرحمت
مقاطعة مرحمت هي تقسيم إداري في ولاية أنديجان في أوزبكستان. مركزها مدينة مرحمت.